# Witbuikmees
De witbuikmees (Melaniparus albiventris; synoniem: Parus albiventris) is een zangvogel uit de familie Paridae (mezen).

## Verspreiding en leefgebied
Deze soort komt voor in westelijk Afrika in het zuidoosten van Nigeria en Kameroen en in oostelijk Afrika van zuidelijk Zuid-Soedan tot Tanzania.

## Status
De grootte van de populatie is niet gekwantificeerd maar de soort wordt omschreven als algemeen of plaatselijk algemeen. Op de Rode lijst van de IUCN heeft deze soort de status niet bedreigd.